# Channel Beauty
Channel Beauty es una  variedad cultivar de manzano (Malus domestica). 
Variedad de manzana procedente de plántula de semillero híbrido del cruce de Cox's Orange Pippin x Desconocido. Criado por C.H. Evans, Swansea, Gales. Fue recibido por el "National Fruit Trials"-(Probatorio Nacional de Fruta) en 1922. Las frutas tienen pulpa firme con un sabor subácido casi amargo.

## Historia
'Channel Beauty' es una variedad de manzana, plántula de semillero híbrido del cruce como Parental-Madre de Cox's Orange Pippin x polen del Parental-Padre Desconocido. Criado a principios del siglo XX por C.H. Evans, Swansea, Gales (Reino Unido. Fue recibido por el "National Fruit Trials"-(Probatorio Nacional de Fruta) en 1922.
'Channel Beauty' se cultiva en la National Fruit Collection con el número de accesión: 1922-097 y Accession name: Channel Beauty.

## Características
'Channel Beauty' árbol de extensión erguida, de vigor moderadamente vigoroso, portador de espuela. Tiene un tiempo de floración que comienza a partir del 3 de mayo con el 10% de floración, para el 8 de mayo tiene una floración completa (80%), y para el 16 de mayo tiene un 90% caída de pétalos.
'Channel Beauty' tiene una talla de fruto de medio; forma amplia globos cónica, con una altura de 50.00mm, y una anchura de 62.00mm; con nervaduras ausentes; epidermis con color de fondo verde amarillento, con un sobre color rojo, importancia del sobre color bajo, y patrón del sobre color rayas / manchas presentando un lavado rojo apagado con rayas rojas más oscuras, algunos puntos de "russeting", "russeting" (pardeamiento áspero superficial que presentan algunas variedades) bajo; cáliz tamaño mediano y abierto, ubicado en una cuenca poco profunda; pedúnculo corto a mediano y delgado, colocado en una cavidad poco profunda y medianamente ancha que está ligeramente tostada. El "russeting" a veces puede extenderse sobre la manzana; carne es de color blanco, de grano fino y crujiente. Sabor jugoso y sabroso.
Listo para cosechar a principios de octubre. Se conserva bien durante dos meses en cámaras frigoríficas. La piel tiende a engrasarse cuando está maduro y almacenado.

## Ploidismo
Diploide, aunque es autoestéril, grupo de polinización C día 8.

## Sinonimia
- "Gwŷr".[6]